# Eugène Quinton
Pour les articles homonymes, voir Quinton.
Eugène Marie Quinton, né le 31 décembre 1853 à Rennes et mort le 23 juin 1892 dans le 14e arrondissement de Paris, est un sculpteur français.

## Carrière
D'origine populaire, Eugène Quinton est le fils d'un maçon. Il est l'élève de Jules Cavelier à l'École des beaux-arts de Paris,.
Après avoir sculpté des bustes, il réalise en 1884 une statue en plâtre, L’Étoile du Berger, déposée au musée des beaux-arts de Rennes.
Quinton reçoit une médaille de 3e classe en 1883 pour sa statue, La Défense du Territoire.
En 1886, il réalise une statuette de L'Amour présidant à la toilette.
En 1888, sa sculpture Jeune Chasseur à la source remporte une 2e médaille au Salon des artistes français à Paris, suivie trois ans plus tard de Mélodie.
Une médaille de bronze lui est attribuée à l'Exposition universelle de Paris de 1889.
En 1890-1891, il participe avec trois autres sculpteurs rennais au concours organisé par la ville de Rennes pour élever un monument à Jean Leperdit, maire de Rennes en 1794-1795 ; c'est le projet d'Emmanuel Dolivet qui sera retenu. Le modèle en plâtre de Quinton est conservé au musée des beaux-arts de Rennes.
Au Salon de 1892, l'année de sa mort, il présente la statuette Écho.

## Postérité

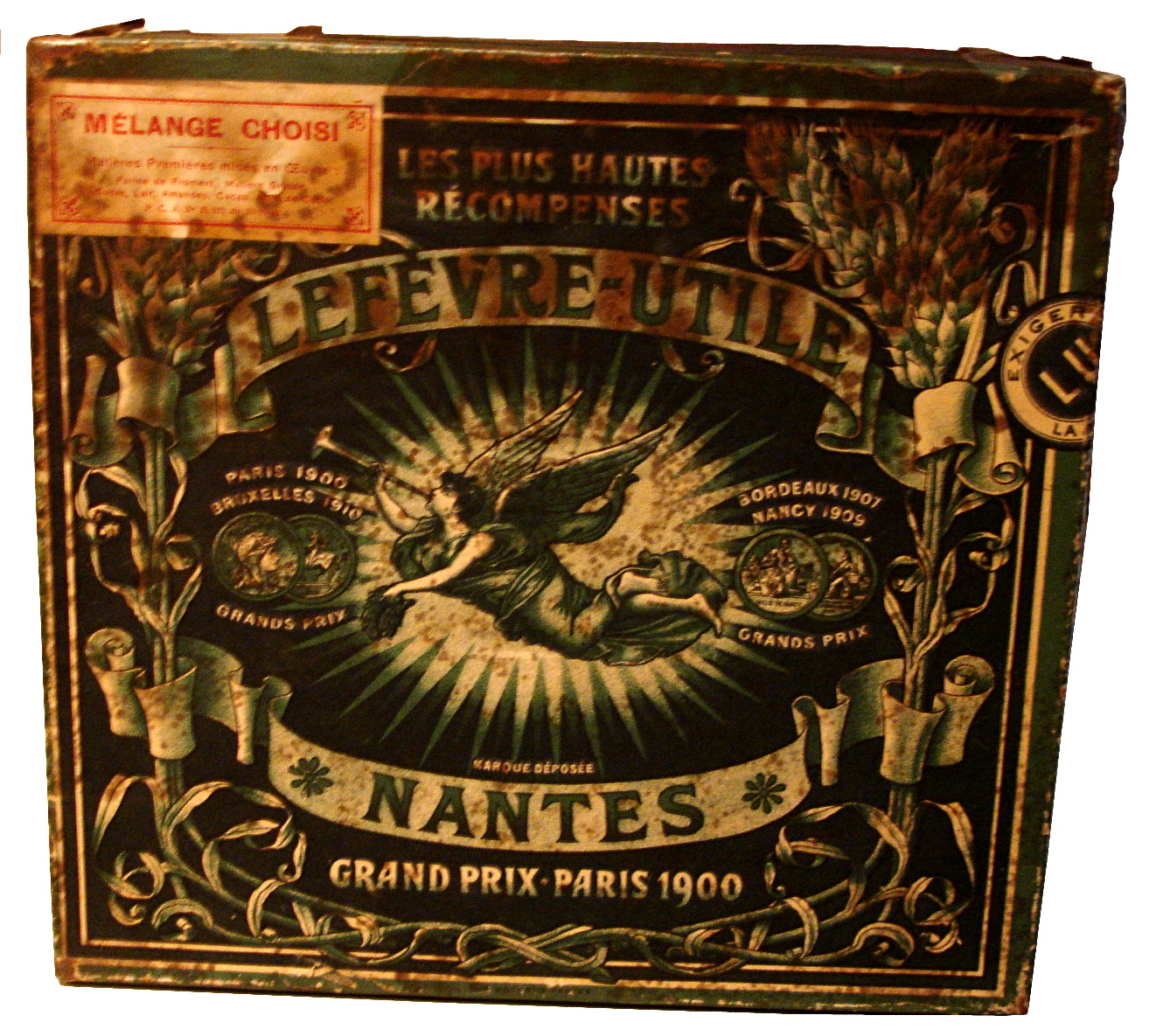
La Renommée d'après Eugène Quinton sur une boîte de biscuits LU (1910). Nantes, musée du château des ducs de Bretagne.

À la demande de Louis Lefèvre-Utile, Eugène Quinton compose une figure de La Renommée, divinité allégorique représentée par une femme ailée embouchant une trompette. Louis Lefèvre-Utile dépose officiellement cette version de La Renommée et lance l'exploitation commerciale de son image sur les boîtes des produits LU en 1895 ; la figure est utilisée jusqu'en 1957.
Son nom est attribué à une rue de Rennes par une délibération du conseil municipal du 27 octobre 1938.